# Jóna Mortensen
Jóna Mariusardóttir Mortensen (født 1. december 1953) er en færøsk bankkvinde og politiker (Sambandsflokkurin).
Hun har en bankuddannelse og arbejder i Eik Banki i hjembyen Tórshavn. Hun har været tillidsrepræsentant i Eik Banki i 15 år, formand for Føroya Væl, Sambandsflokkurins vælgerforening i Suðurstreymoy, 2008–2010 og bestyrelsesmedlem i Færøernes Røde Kors. Efter lagtingsvalget i Færøerne 2011 er Mortensen fast suppleant i Lagtinget for Johan Dahl. Mortensen er medlem af Lagtingets kulturudvalg og Lagtingets tilsyn for varetægtsfanger.